# Landestheater Dinkelsbühl

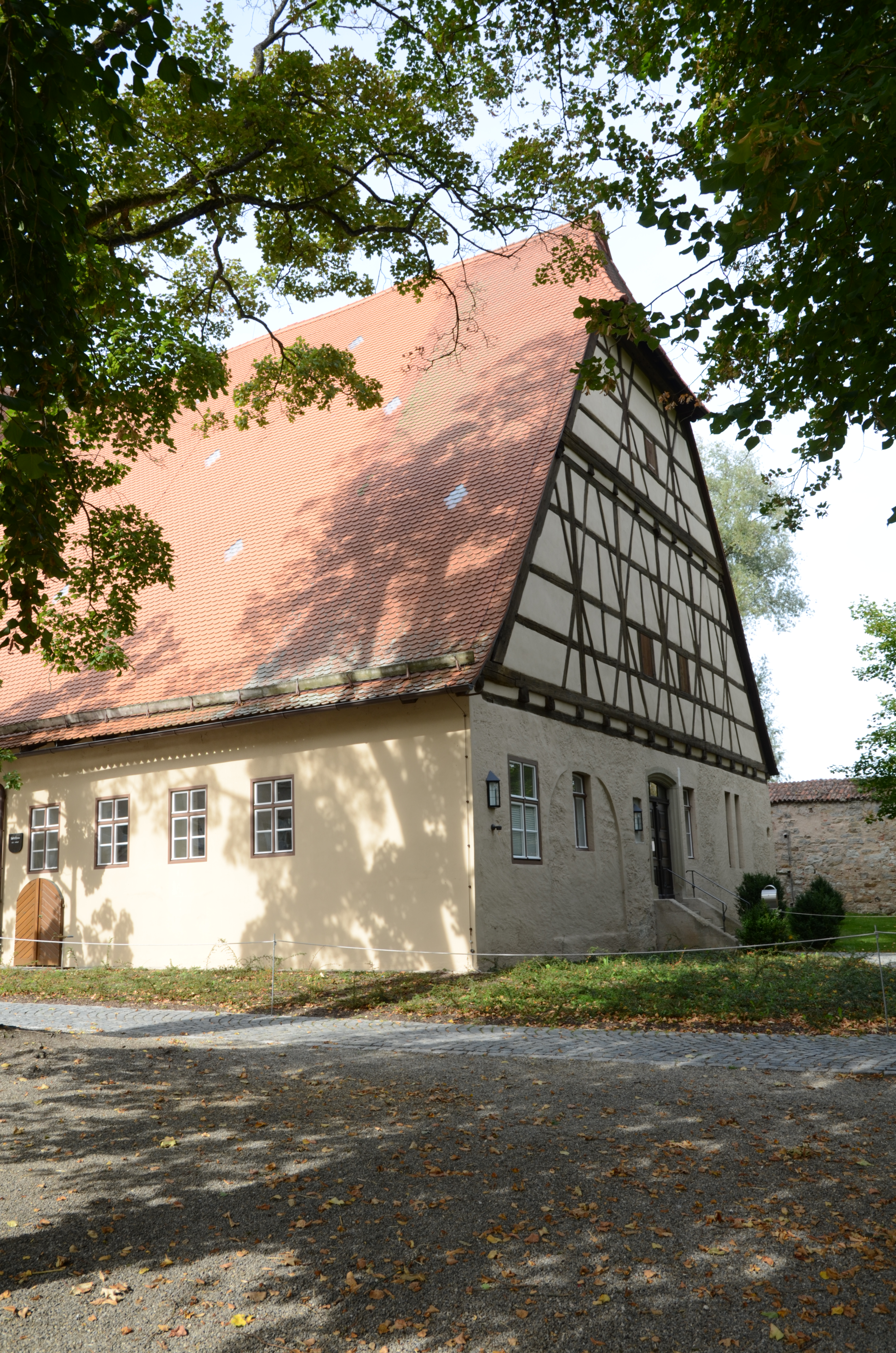
Spitalscheune Dinkelsbühl, Hauptspielstätte des Landestheaters

Das Landestheater Dinkelsbühl ist eine Landesbühne mit Sitz in Dinkelsbühl in Bayern. Es produziert Schauspiele, Musicals und Revuen sowie Stücke für Kinder und Jugendliche. Ein festes Ensemble von fünf Schauspielern wird regelmäßig durch Gäste ergänzt.

## Geschichte
Das Theater wurde 1953 von Erich Krempin als „Kleines Burgschauspiel“ in Rothenburg ob der Tauber gegründet und zog 1956 nach Dinkelsbühl um. Als Eröffnungsvorstellung in der Aula der Christoph-von-Schmid-Schule in Dinkelsbühl wurde am 26. Oktober 1956 Lessings Emilia Galotti gegeben. Ab 1962 wurde es von einem Zweckverband der Städte Dinkelsbühl, Donauwörth und Bad Windsheim als Fränkisch-Schwäbisches Städtetheater betrieben, ab 1993 alleine von der Stadt Dinkelsbühl mit Unterstützung durch das Land Bayern, den Bezirk Mittelfranken und den Landkreis Ansbach. Das Städtetheater wurde 2006 zur Landesbühne erhoben und nennt sich seither Landestheater Dinkelsbühl.

## Spielstätten
Hauptspielstätten sind das Theater im Spitalhof in einer denkmalgeschützten Scheune des 16. Jahrhunderts in Dinkelsbühl (eröffnet 2008, etwa 200 Sitzplätze) und die Freilichtbühne am Wehrgang in Dinkelsbühl (eröffnet 2005, etwa 300 Sitzplätze). Vor 2008 war der Schrannenfestsaal mit 221 Plätzen Hauptspielstätte des Landestheaters. 
Daneben gibt das Theater Gastspiele an zahlreichen anderen Orten im Bezirk Mittelfranken, aber auch im angrenzenden Bezirk Schwaben sowie in Bayern, Baden-Württemberg und weiteren interessierten Gemeinden darüber hinaus.

## Leitung
- 1953–1959: Erich Krempin
- 1959–1970: Klaus Schlette
- 1970–1997: Klaus Troemer
- 1997–2001: Christian Alexander Schnell
- seit 2001: Peter Cahn